# محمد کریم‌خان
 محمد کریم‌خان   از سیاستمداران ایرانی بود، که در دوره دوم  بعنوان نماینده آباده در مجلس شورای ملی حضور داشت.